# Karol Gissler
Karol Gissler właściwie Karl Gissler (ur. 20 kwietnia 1858 w Zell am Harmersbach, Badenia, zm. 14 sierpnia 1927 w Bruchsal) – niemiecki ksiądz katolicki, generał pallotynów w latach 1909-1919.